# World Winners Cup
O World Winners Cup Beach Soccer ou Liga Mundial de Clubes é um torneio realizado pela Beach Soccer Worldwide iniciando no ano de 2019.

## História
O Beach Soccer Worldwide tem o prazer de anunciar a primeira edição da World Winners Cup Beach Soccer (Liga Mundial), uma competição global de clubes. A edição inaugural desta nova competição de farelo foi realizada em Alanya, na Turquia, entre os dias 21 e 27 de outubro.
 Após sair perdendo por 2 a 0 para o Meizhou Hakka, Rubro-Negro consegue a virada por 5 a 3 e conquista a 1ª edição da competição em Alanya, na Turquia. Eudin marca duas vezes na decisão.
Após dois anos sem a disputa da competição por conta da pandemia do covid, o torneio voltou a ser disputado em 2022, tendo as edições seguintes sido jogadas na Itália. Em 2022 o título foi alemão, em 2023 foi italiano e em 2024 foi israelense.

## Resultados

### País
| Clube       | 1°       | 2°       | 3°       | 4º       |
| ----------- | -------- | -------- | -------- | -------- |
| Israel      | 1 (2024) | 1 (2024) | 0        | 0        |
| Itália      | 1 (2023) | 0        | 1 (2022) | 0        |
| Alemanha    | 1 (2022) | 0        | 0        | 1 (2022) |
| Brasil      | 1 (2019) | 0        | 0        | 0        |
| China       | 0        | 1 (2019) | 1 (2024) | 0        |
| El Salvador | 0        | 1 (2022) | 0        | 0        |
| Letônia     | 0        | 1 (2023) | 0        | 0        |
| Espanha     | 0        | 0        | 1 (2019) | 1 (2023) |
| Chipre      | 0        | 0        | 1 (2023) | 0        |
| Irã         | 0        | 0        | 0        | 1 (2019) |
| Ucrânia     | 0        | 0        | 0        | 1 (2024) |